# Daniela Filipiová
Daniela Filipiová (ur. 9 sierpnia 1957 w Pradze) – czeska polityk i architekta, działaczka Obywatelskiej Partii Demokratycznej (ODS), senator, w 2009 minister zdrowia.

## Życiorys
Absolwentka architektury na Politechnice Czeskiej w Pradze, pracowała jako projektantka. W 1986 przeszła nieudaną operację neurochirurgiczną. Od tego czasu z uwagi na paraliż kończyn dolnych porusza się na wózku inwalidzkim. Uzyskała wówczas rentę z tytułu inwalidztwa. Pozostała aktywna zawodowo jako projektantka i konsultantka, zaangażowała się też w działalność samorządu zawodowego architektów. Jest autorką publikacji Život bez bariér i podręcznika dla projektantów Projektujeme bez bariér.
W 1997 dołączyła do Obywatelskiej Partii Demokratycznej. W 2000 została wybrana do Senatu. Z powodzeniem ubiegała się dwukrotnie o reelekcję, wykonując mandat w wyższej izbie czeskiego parlamentu do 2018. Od stycznia do maja 2009 sprawowała urząd ministra zdrowia w drugim rządzie Mirka Topolánka.